# 名寄郵便局
名寄郵便局（なよろゆうびんきょく）は北海道名寄市にある郵便局。民営化前の分類では集配普通郵便局であった。

## 概要
住所：〒096-8799 北海道名寄市西1条南2丁目16

## 沿革
- 1902年（明治35年）3月1日 - 上名寄郵便局（三等）として開設[1]。
- 1906年（明治39年）1月1日 - 名寄郵便局に改称。
- 1960年（昭和35年）4月25日 - 電話通話および和文電報受付事務の取扱を開始[2]。
- 1972年（昭和47年）3月27日 - 上名寄郵便局から集配業務の一部（名寄市域）[3]を移管。
- 1976年（昭和51年）8月1日 - 風景入通信日付印の使用を開始。
- 1979年（昭和54年）6月 - 局舎新築落成。
- 1984年（昭和59年）4月1日 - 名寄麻生簡易郵便局の一時閉鎖[4]に伴い、取扱事務を承継。
- 1999年（平成11年） - 外国通貨の両替および旅行小切手の売買に関する業務取扱を開始。
- 2006年（平成18年）10月10日 - 智恵文郵便局から集配業務を移管[5]。
- 2007年（平成19年）10月1日 - 民営化に伴い、併設された郵便事業名寄支店に一部業務を移管。
- 2012年（平成24年）10月1日 - 日本郵便株式会社の発足に伴い、郵便事業名寄支店を名寄郵便局に統合。
- 2019年（平成31年）4月1日 - 音威子府郵便局から統括業務を移管、音威子府局と音威子府局が管轄していた中川局を新たに管轄下に置く。

## 取扱内容
- 郵便、印紙、ゆうパック、内容証明
- 貯金、為替、振替、振込、国際送金、外貨両替・トラベラーズチェック、国債、投資信託
- 生命保険、バイク自賠責保険、自動車保険、がん保険、引受条件緩和型医療保険
- ゆうちょ銀行ATM
- 名寄市内の一部地域の集配業務
- ゆうゆう窓口

## 周辺
- 名寄市役所
- 名寄警察署
- 名寄市民会館
- 名寄市立名寄図書館
- 名寄市立名寄小学校
- 国道40号
- 国道239号

## アクセス
- JR宗谷本線 名寄駅から北西へ約900m（徒歩約10分）
- 名士バス 片平病院前停留所下車
- 名寄バイパス 名寄北ICから南東へ約3km、道央自動車道 士別剣淵ICから北へ約26km
- 駐車場あり：4台